# Tercera División de España 2002-03
La temporada 2002-03 de la Tercera División de España de fútbol fue la cuarta categoría de las Ligas de fútbol de España durante esta campaña, por debajo de la Segunda División B y por encima de las Divisiones regionales. Comenzó el 1 de septiembre de 2002 y finalizó el 29 de junio de 2003 con la promoción de ascenso. 

## Promoción de ascenso a Segunda División B

### Equipos participantes
Los equipos participantes de la promoción de ascenso a Segunda División B de la temporada 2002-03 fueron los 4 primeros clasificados de cada grupo, los cuales se exponen en la siguiente tabla:
Se indican en negrita los equipos que consiguieron el ascenso.
| Grupo I                            | Grupo II                    | Grupo III                | Grupo IV                | Grupo V                      |
| ---------------------------------- | --------------------------- | ------------------------ | ----------------------- | ---------------------------- |
| 1º C.C.D. Cerceda                  | 1º Caudal Deportivo         | 1º Velarde C.F.          | 1º C.D. Basconia        | 1º C.F. Badalona             |
| 2º R.C. Deportivo de La Coruña "B" | 2º R. Titánico              | 2º S.D. Barreda Balompié | 2º Real Sociedad F. "B" | 2º Girona F.C.               |
| 3º Atlético Arteixo                | 3º R. Sporting de Gijón "B" | 3º C. D. Tropezón        | 3º Zalla U.C.           | 3º U.E. Sant Andreu          |
| 4º C. Rápido de Bouzas             | 4º R. Oviedo "B"            | 4º S.D. Reocín           | 4º S.D. Lemona          | 4º C.F. Vilanova i la Geltrú |

| Grupo VI            | Grupo VII                          | Grupo VIII                  | Grupo IX              | Grupo X                               |
| ------------------- | ---------------------------------- | --------------------------- | --------------------- | ------------------------------------- |
| 1º Benidorm C.D.    | 1º U.D. San Sebastián de los Reyes | 1º C.F. Palencia            | 1º C.P. Granada 74    | 1º C.D. Villanueva                    |
| 2º Villajoyosa C.F. | 2º C.D.A. Navalcarnero             | 2º C.F. Promesas Ponferrada | 2º U.D. Marbella      | 2º U.D. Los Palacios                  |
| 3º C.D. Onda        | 3º C.F. Fuenlabrada                | 3º La Bañeza F.C.           | 3º R.U.D. Carolinense | 3º Atlético Lucentino Industrial C.F. |
| 4º Levante U.D. "B" | 4º C.F. Rayo Majadahonda           | 4º C.D. Guijuelo            | 4º Granada C.F.       | 4º C.D. Alcalá                        |

| Grupo XI            | Grupo XII              | Grupo XIII              | Grupo XIV                 | Grupo XV           |
| ------------------- | ---------------------- | ----------------------- | ------------------------- | ------------------ |
| 1º C.F. Villafranca | 1º U.D. Vecindario     | 1º Lorca Deportiva C.F. | 1º A.D. Cerro de Reyes A. | 1º C.D. Mirandés   |
| 2º C.D. Constancia  | 2º Castillo C.F.       | 2º Yeclano C.F.         | 2º C.D. Don Benito        | 2º C.D. Alfaro     |
| 3º C.D. Manacor     | 3º C.D. Tenerife "B"   | 3º A.D. Mar Menor       | 3º C.F. Villanovense      | 3º C.D. Recreación |
| 4º U.D. Poblense    | 4º U.D. Las Palmas "B" | 4º Águilas C.F.         | 4º C.D. Badajoz "B"       | 4º C.D. Oberena    |

| Grupo XVII         | Grupo XVII                |
| ------------------ | ------------------------- |
| 1º U. D. Fraga     | 1º Hellín Deportivo       |
| 2º S. D. Huesca    | 2º C.D. Quintanar del Rey |
| 3º U.D. Casetas    | 3º C.D. Guadalajara       |
| 4º U. D. Barbastro | 4º Tomelloso C.F.         |

### Equipos ascendidos
Los siguientes equipos obtuvieron el ascenso a Segunda División B:
| Grupo I - No ascendió ningún equipo de este grupo Grupo II - No ascendió ningún equipo de este grupo Grupo III - No ascendió ningún equipo de este grupo Grupo IV - No ascendió ningún equipo de este grupo Grupo V - Girona F.C. Grupo VI - Villajoyosa C.F. | Grupo VII - U.D. San Sebastián de los Reyes - C.F. Fuenlabrada - C.F. Rayo Majadahonda Grupo VIII - C.F. Palencia Grupo IX - U.D. Marbella Grupo X - U.D. Los Palacios Grupo XI - No ascendió ningún equipo de este grupo Grupo XII - U.D. Vecindario | Grupo XIII - Lorca Deportiva C.F. - Yeclano C.F. Grupo XIV - C.F. Villanovense Grupo XV - C.D. Mirandés - C.D. Alfaro - C.D. Recreación Grupo XVI - U.D. Casetas Grupo XVII - Tomelloso C.F. |